# Bertil Rehnberg (kyrkohistoriker)
John Bertil Sanne Rehnberg, född den 5 juli 1917 i Göteborg, död där den 1 augusti 2017, var en svensk skolman och kyrkohistoriker. Han var son till kontraktsprost John Rehnberg. 

## Biografi
Rehnberg avlade studentexamen 1935, filosofie kandidatexamen i Uppsala 1939 och teologie kandidatexamen i Lund 1944. Han blev teologie licentiat 1952 samt teologie doktor och docent i kyrkohistoria vid Uppsala universitet 1966, vid Lunds universitet följande år. Rehnberg blev amanuens vid kyrkohistoriska arkivet i Lund 1949, extra adjunkt vid Slottsstadens samrealskola och kommunala gymnasium i Malmö 1955, högre allmänna läroverket i Ystad 1956, extra ordinarie adjunkt vid högre allmänna läroverket för flickor i Malmö 1956, lektor vid högre allmänna läroverket i Umeå 1958 och vid Johannes samrealskola och kommunala gymnasium (sedermera Pildammsskolan) i Malmö 1960. Han prästvigdes i Göteborg 1966, men var kvar i skolans tjänst till sin pensionering 1982. 
Rehnberg disputerade 1966 med avhandlingen Prästeståndet och religionsdebatten 1786–1800 och publicerade under senare delen av sitt liv flera översikter baserade på egna källstudier om bland annat Orusts kyrkohistoria, herrnhutismen i Göteborgs stift och Hälleviksstrands kyrka. Han vilar på Morlanda gamla kyrkogård.